# Савинов, Алексей Николаевич
Алексе́й Никола́евич Са́винов (1906—1976) — советский искусствовед, педагог и музейный работник, автор многих книг по истории русского и советского искусства, доктор искусствоведения, профессор.

## Биография
Алексей Савинов родился в 1906 году. Учился в Ленинграде, в 1929 году окончил факультет (отделение) изобразительного искусства Государственного института истории искусств.
Работал в Государственном Русском музее, с 1934 года по конец 1950-х годов был заведующим отделом живописи XVIII — первой половины XIX века. В 1946—1950 годах по совместительству работал ассистентом на кафедре истории русского искусства исторического факультета Ленинградского государственного университета, читал лекции по истории русского искусства и музейному делу.
В течение многих лет Алексей Савинов преподавал в Институте живописи, скульптуры и архитектуры имени Репина, сначала в качестве доцента, а затем — профессора. Читал курсы по истории русского искусства и музейному делу, некоторое время был заведующим кафедрой русского и советского искусства факультета теории и истории искусств. В 1973 году он защитил докторскую диссертацию по теме «К истории русского искусства XIX века».
Алексей Савинов написал ряд монографий, посвящённых истории русского искусства, а также творчеству художников Алексея Венецианова, Павла Щербова, Зинаиды Серебряковой и Ивана Ерменёва. Он является автором книг и брошюр, посвящённых жизни и творчеству ряда русских и советских художников — Ивана Никитина, Алексея Антропова, Антона Лосенко, Ивана Шишкина, Фёдора Бруни, Василия Шебуева, Ильи Репина, Григория Гагарина, Андрея Ива́нова, Карла Брюллова, Фирса Журавлёва, Михаила Микешина и других.
Скончался в 1976 году.

## Сочинения А. Н. Савинова
- Путеводитель по выставке-передвижке. — Л.: Государственный Русский музей, 1939.
- Иван Никитин. — М.—Л.: Искусство, 1945.
- Алексей Петрович Антропов. — М.—Л.: Искусство, 1947.
- Антон Павлович Лосенко. — М.—Л.: Искусство, 1948.
- Иван Иванович Шишкин. — М.—Л.: Искусство, 1948.
- Федор Антонович Бруни. — М.—Л.: Искусство, 1949.
- Василий Козьмич Шебуев. — М.—Л.: Искусство, 1949.
- Художник Венецианов. — М.—Л.: Искусство, 1949.
- Илья Ефимович Репин. — Л.: Государственный Русский музей, 1950.
- Григорий Григорьевич Гагарин. — М.: Искусство, 1951.
- Андрей Иванович Иванов. — М.: Искусство, 1951.
- Государственный Русский музей. — М.: Изогиз, 1954 (составитель и автор вступительной статьи).
- Алексей Гаврилович Венецианов. Жизнь и творчество. — М.: Искусство, 1955.
- Русское искусство первой половины XIX века. — М.: Изогиз, 1958 (автор вступительной статьи).
- Карл Павлович Брюллов. — М.: Издательство АХ СССР, 1963 (1-е издание), 1966 (2-е издание).
- Фирс Сергеевич Журавлёв. — М.—Л.: Изогиз, 1963 (составитель и автор вступительной статьи).
- Павел Егорович Щербов. — Л.: Художник РСФСР, 1969.
- Михаил Осипович Микешин. — М.: Изобразительное искусство, 1971 (составитель и автор вступительной статьи).
- Зинаида Евгеньевна Серебрякова. — Л.: Художник РСФСР, 1973.
- Иван Алексеевич Ерменев. — Л.: Художник РСФСР, 1982.